# لوكاس فياتري
لوكاس فياتري (29 مارس 1987 ببوينس آيرس في الأرجنتين - ) هو لاعب كرة قدم أرجنتيني وإيطالي في مركز الهجوم. شارك مع منتخب الأرجنتين لكرة القدم. أما مع النوادي، فقد لعب مع إستوديانتيس دي لا بلاتا وبانفيلد وبوكا جونيورز وشانغهاي غرينلاند شينهوا ونادي إيميلك ونادي تشياباس وأتلتيكو ماراكايبو ‏.

## روابط خارجية
- لوكاس فياتري على موقع قاعدة بيانات كرة القدم.إي يو (الإنجليزية)
- لوكاس فياتري على موقع ناشيونال فوتبول تيمز (الإنجليزية)
- لوكاس فياتري على موقع Soccerway.com (الإنجليزية)